# ナミビア、勇者の地
ナミビア、勇者の地（英語: Namibia, Land of the Brave）は、ナミビア共和国の国歌。Axali Doësebによって作詞作曲され、1991年に制定された。この曲は1990年のナミビア独立後に新国歌を決めるコンテストがおこなわれ、カラハリ砂漠の伝統音楽グループのディレクターだったAxali Doësebの作った曲が選ばれたものである。

## 歌詞
| Namibia, land of the brave Freedom fight we have won Glory to their bravery Whose blood waters our freedom We give our love and loyalty Together in unity Contrasting beautiful Namibia Namibia our country Beloved land of savannahs, Hold high the banner of liberty Namibia our Country, Namibia Motherland, We love thee. |

日本語仮訳
ナミビア、勇者の地
我々が勝った自由への戦い
その勇気に栄光あれ
その血潮が我々の自由となる
我々に愛と忠誠を与えよ
共につながろう
それにしても美しいナミビアよ
ナミビア、我らの国
愛すべきサバンナの地に
自由の旗印を高く掲げよ
ナミビア、我らの国
ナミビア、母なる地
我々はそなたを愛す